# Tantal alb
Tantalul alb (Mycteria cinerea) sau barza lăptoasă este o specie de barză de dimensiuni medii care se găsește în special în mangrovele de coastă din Asia de sud-est. Este originară din părți din Cambodgia, Vietnam, Malaezia și Indonezia. Cândva a făcut parte din genul Ibis, dar în prezent este inclusă în genul Mycteria, datorită similitudinilor cu alte berze din acest gen.

## Descriere

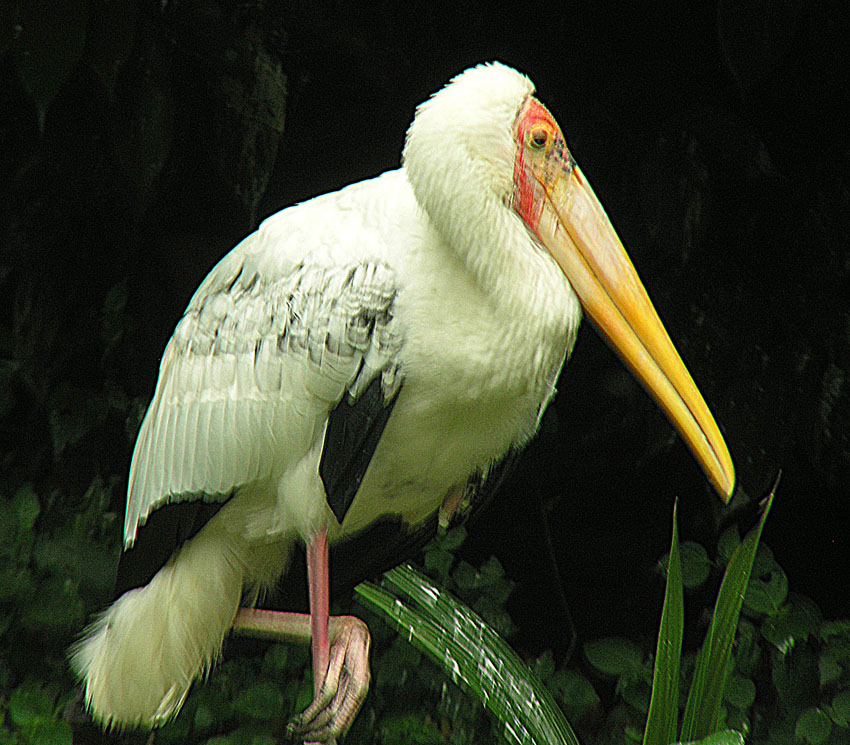
În Borneo

Această barză de dimensiuni medii are o înălțime de 91–97 cm, ceea ce o face puțin mai mică decât tantalul indian de care este strâns legată. Penajul adult este complet alb, cu excepția penelor de zbor negre ale aripii și cozii, care au și un luciu verzui. Lungimea aripii măsoară 43,5–50 cm, iar coada măsoară 14,5–17 cm. Porțiunea albă extinsă a penajului este complet acoperită cu un galben crem pal în sezonul de reproducere, de unde și termenul „lăptos”.
Pielea golașă a feței este cenușie sau maro închis, cu pete negre, neregulate. În timpul reproducerii, pielea feței devine roșu intens, cu marcaje negre la nivelul regiunii freneale până la baza ciocului, cu un inel de piele roșu-aprins în jurul ochiului.
 La scurt timp după curtare, pielea feței se estompează în roșu-portocaliu mai palid. Păsările reproducătoare prezintă, de asemenea, o bandă îngustă de culoare roz de-a lungul părții inferioare a aripii.
Ciocul curbat în jos este galben rozaliu și uneori cu vârful alb. În timpul curtării, ciocul devine galben intens iar picioarele devin magenta aprins. Masculul este un pic mai mare decât femela, cu un cioc mai lung și mai subțire.
Adultul este ușor de recunoscut pe câmp prin penele albe ale capului, ciocul galben-portocaliu și picioarele roz. Cu toate acestea, seamănă și, prin urmare, poate fi confundat cu barza cu cioc deschis asiatică și cu diverse specii de egretă albă.

## Hrană
Dieta tantalului alb este diversă. În Malaezia, cea mai mare parte a hranei este alcătuită din pești amfibii de 10-23 cm lungime; în Sumatra de Sud, somnul reprezintă principala dietă, alături de peștele de lapte, pești amfibii uriași (Periophthalmodon schlosseri) și anumite specii de mugilide. Se pare că șerpii și broaștele sunt luate în special pentru a hrăni puii. Părinții hrănesc puii și cu pești mari de până la 20 cm lungime.

## Galerie

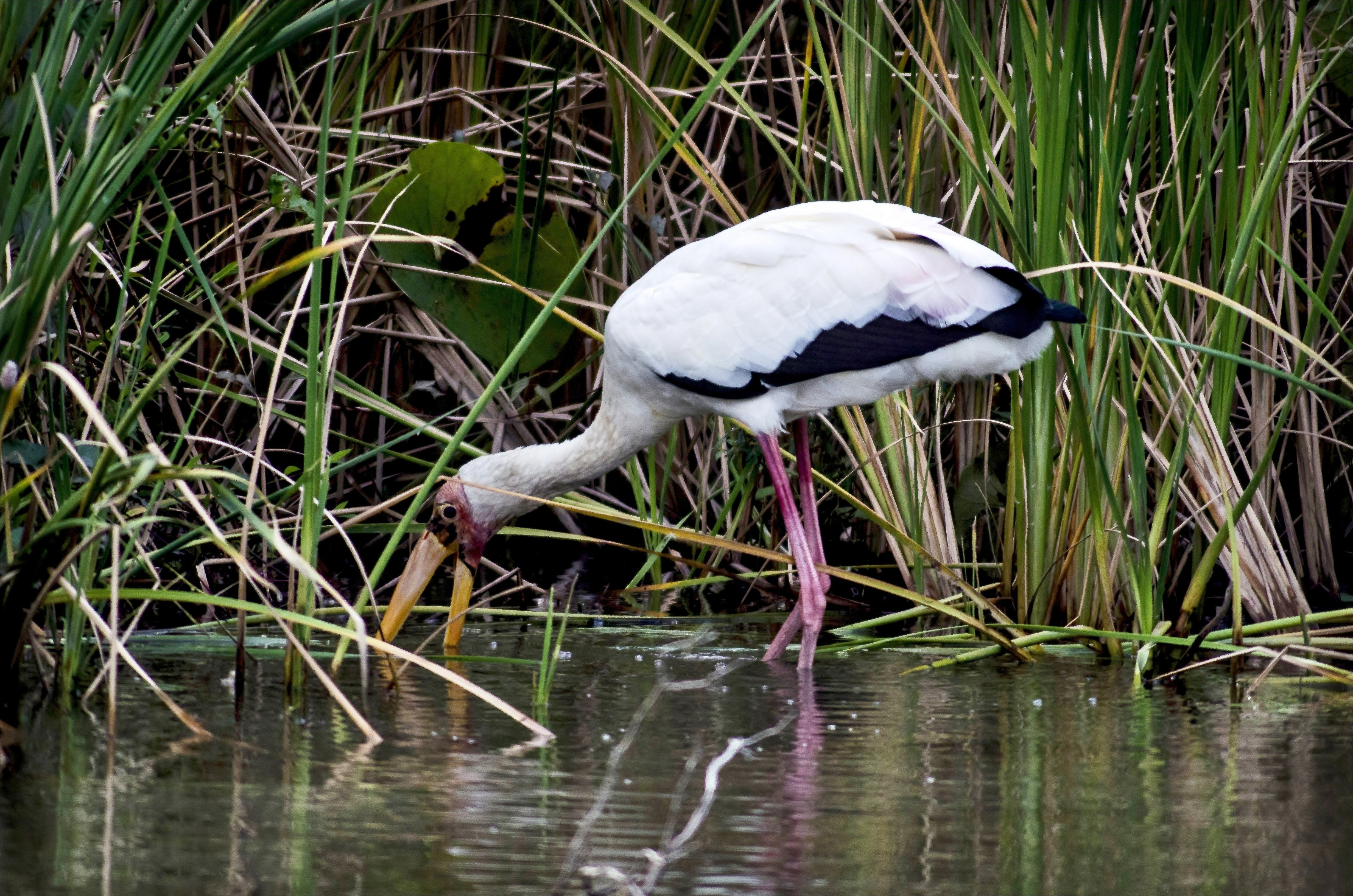
Mycteria cinerea în Singapore
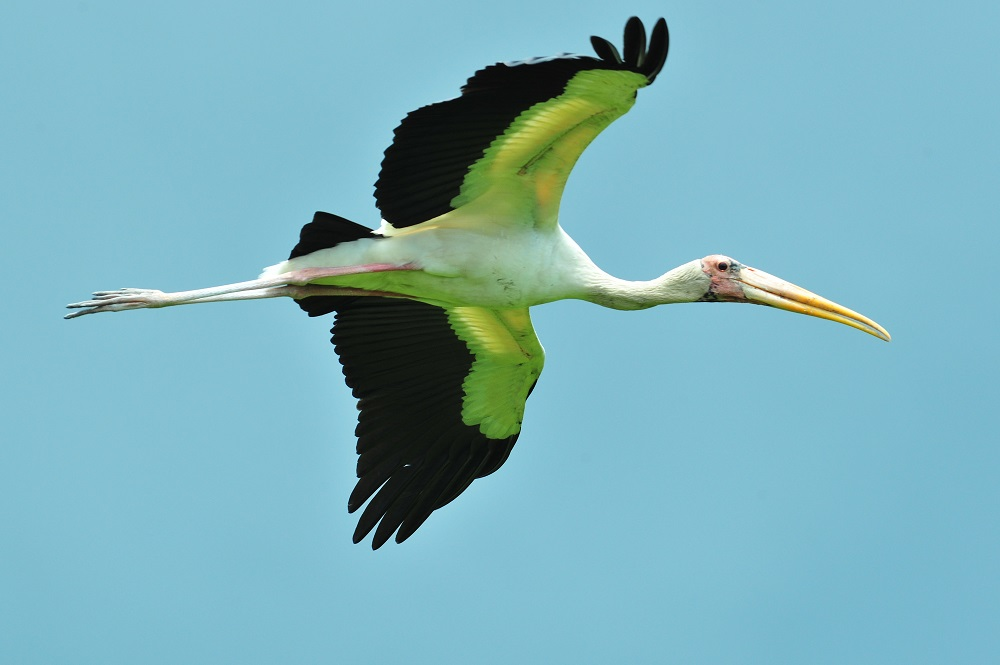
În zbor
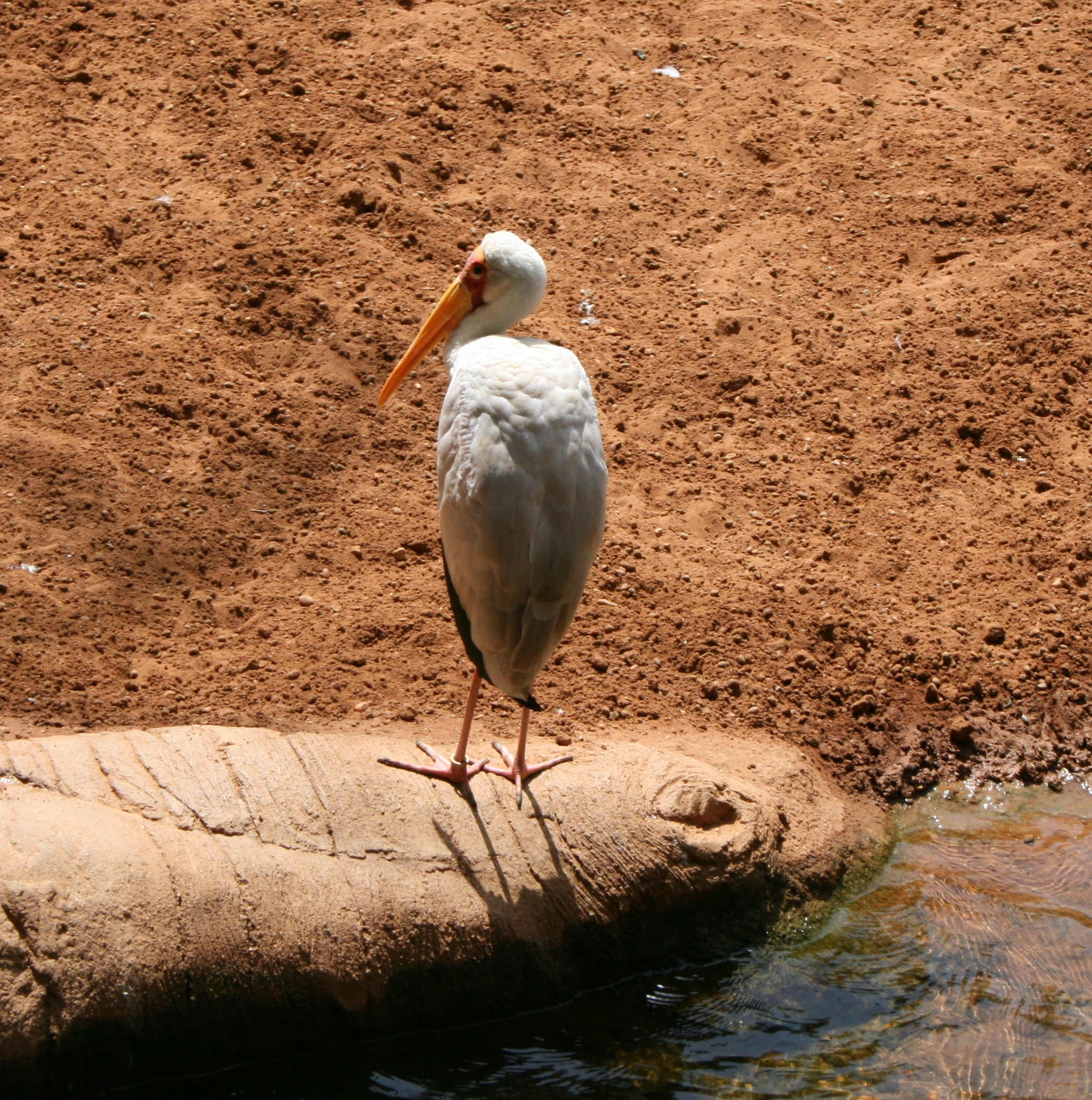
La Grădina Zoologică Fuengirola, Spania